# Patagonotothen squamiceps
Patagonotothen squamiceps är en fiskart som först beskrevs av Peters, 1877.  Patagonotothen squamiceps ingår i släktet Patagonotothen och familjen Nototheniidae. Inga underarter finns listade i Catalogue of Life.